# Sala dei Quattro Re Celesti

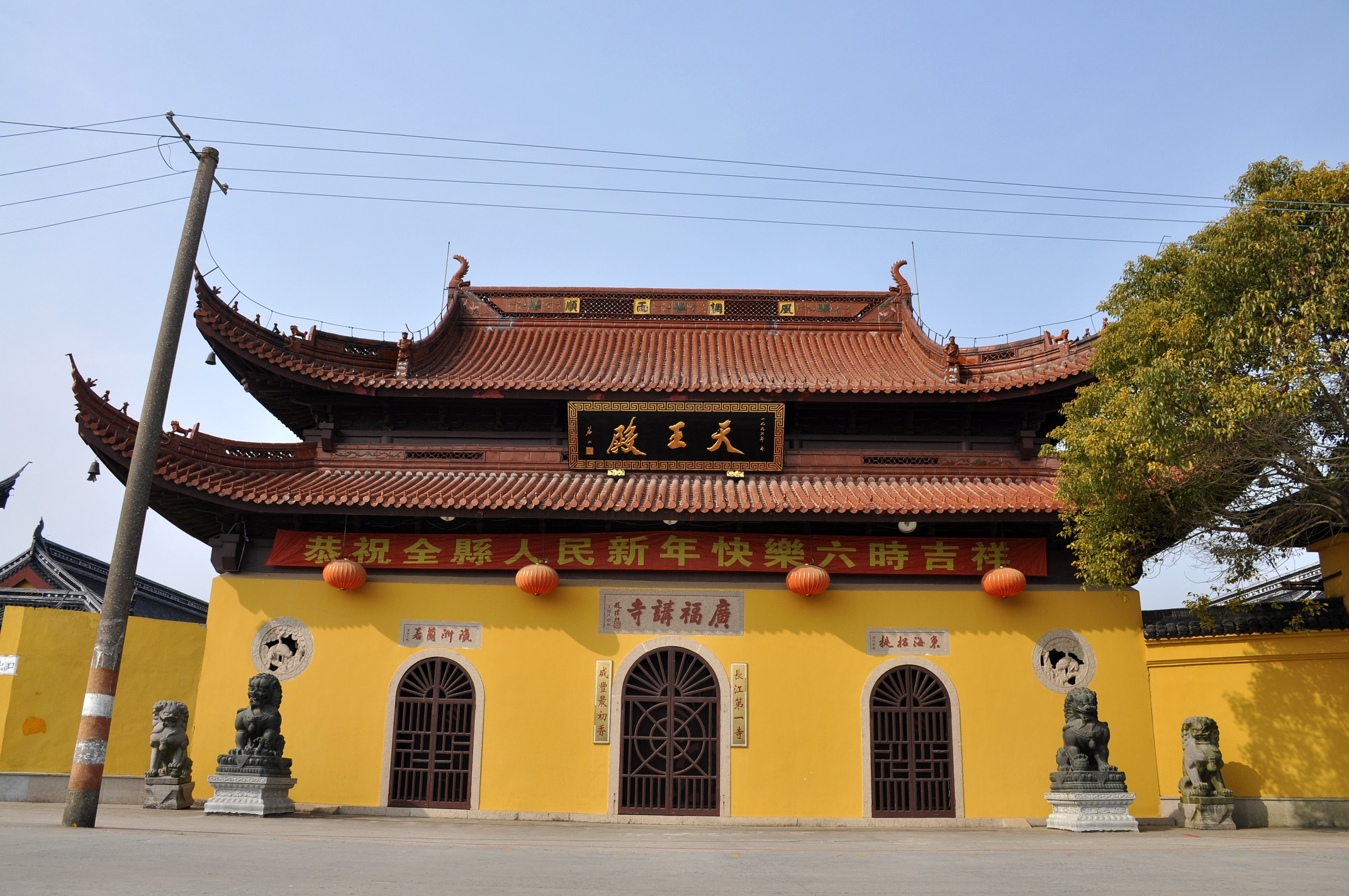
La Sala dei Quattro Re Celesti nel Tempio Guangfu a Shanghai.

La Sala dei Quattro Re Celesti (zh. 天王殿S, Tiān Wáng DiànP, lett. "Sala dei Re Celesti") è la prima sala importante all'interno dello Shanmen (porta del monte/tempio) nei templi buddisti cinesi e prende il nome dalle statue dei Quattro Re Celesti (zh. 四天王	S, Sì Tiān WángP) ivi custodite.
Le statue dei Quattro Re Celesti occupano i lati sinistro e destro della sala. Essi sono: 
- a oriente Dhṛtarāṣṭra (zh. 持國天王S), raffigurato con indosso abiti e armature bianchi e in mano un pipa, uno strumento musicale cinese a corde pizzicate;
- a sud Virūḍhaka (zh. 增長天王S) raffigurato con indosso abiti blu e una spada in mano;
- a occidente Virūpākṣa (zh. 廣目天王S) raffigurato con indosso abiti rossi e un drago o un serpente avvolto intorno al braccio; e
- a nord Vaiśravaṇa (zh. 多聞天王S) raffigurato con indosso abiti verdi, un prezioso ombrello nella mano destra e un sacro topo d'argento nella sinistra.

Si dice che i Quattro Re Celesti vivano sul Monte Meru e il loro compito sia proteggere la zona cardinale del mondo loro avocata.
La sala ospita poi altre due statue molto importanti per il culto:
1. il Buddha Maitreya, anche "Buddha futuro", successore di Sakyamuni. Nella tradizione buddista cinese, il Buddha Maitreya ha una corona sul capo ed un yingluo sul corpo e le sue mani posano nei mudra. Secondo il testo di epoca Song 宋高僧傳T, Sung kao-seng chuanP, lett. "Biografie di eminenti monaci", al tempo della dinastia Liang posteriore (907-923) visse a Fenghua, nel Mingzhou (attuale Zhejiang), un monaco grasso e panciuto chiamato 契此和尚T, QiciP. Portando un sacco sulle spalle, mendicava sempre nei mercati e nelle strade, ridendo. Così la gente del posto lo chiamava 布袋和尚T, lett. "Monaco Sacco". Quando raggiunse il Parinirvāṇa, Monaco-Sacco lasciò questa gāthā: «Maitreya, il vero Maitreya, ha migliaia di centinaia di milioni di manifestazioni, spesso istruendo le persone del loro tempo, anche quando loro stesse non lo riconoscono.» Dopo di ciò, la sua figura venne interpretata come il Buddha Maitreya e, da allora, nei templi buddisti cinesi, le statue di Maitreya sono modellate in un monaco grosso e grasso, con testa e orecchie grandi, con la parte superiore del corpo esposta, le gambe incrociate e il viso bonario atteggiato a risata;
2. dietro al Buddha Maitreya, di fronte al lato settentrionale della Mahavira (i.e. la sala principale del monastero), c'è la statua dello Skanda (塞建陀T, 室建陀S, anche noto come 韋馱S, Wei TuoP) Bodhisattva, il guardiano dei templi buddisti ed il protettore degli insegnamenti. Come nel caso del Maitreya, l'immagine del Bodhisattva Skanda è mutata nel corso del tempo ed oggi, in Cina, raffigura un bellissimo militare con armatura e un vajra nella mano.